# Volvo C70
Volvo C70, en tvådörrars personbil tillverkad av Volvo Personvagnar, som dels finns som coupé och dels som cabriolet med både sufflett (uppfällbart tak, vanligen av tyg) och plåttak.
C70 tillverkas fram till 2013 i Uddevallaverken, i en anläggning som är skild från 70-seriens kombi V70 och tidigare sedan S70. Fabriken i Uddevalla byggdes som en del i det statliga stödpaket till Uddevalla som sjösattes i samband med varvskrisens verkan och nedläggningen av Uddevallavarvet. Uddevallaverken blev känt internationellt för sitt arbete med en ny typ av arbetssätt där man frångick den traditionella löpande band-principen och istället arbetade i team. 1995 bildade Volvo tillsammans med Tom Walkinshaw Racing bolaget Autonova. 1999 tog Volvo över fabriken och bildade 2003 tillsammans med Pininfarina ett samriskföretag. Dock så övertog Volvo fabriken igen i egen ägo, för att 2011 besluta om en nedläggning under 2013.
Då principen om att arbeta i team, det vill säga att byggde bilen färdig inom samma grupp, bibehölls i fabriken, var C70 mer manuellt ihopsatt än övriga bilar i 70-serien. Företaget hade dock svårt att arbeta bort barnsjukdomarna.[källa behövs]

## Första generationen 1996-2005
Bilen visades första gången på Paris Motor Show 1996, lanserades 1997 i Europa och 1998 i Kanada och USA (som är Volvos största marknad). Den stegvisa lanseringen var avsiktlig för att säkerställa kvalitén av en bilmodell som var helt ny för Volvo. C70 utvecklades för att vara Volvos svar på Mercedes-Benz CLK-klass. Tekniskt sett byggde den på samma plattform som 850.
Volvo C70 fanns vid lanseringen tillgänglig med femcylindriga motorer med både lågtrycks- och högtrycksturbo, såväl manuellt- som automatväxlad. C70 var utvecklad av Tom Walkinshaw Racing och var formgivaren Peter Horburys genombrott. C70 mottogs mycket väl av media och bilrecensenter tack vare sin komfort/rymlighet, hög vridstyvhet och tilltalade formspråk. Coupéversionen har en mjukare och mer harmonisk taklinje än cabrioletversionen, på grund av de bågar som är nödvändiga i en tygsufflett. Andra generationens C70 löste detta med ett tredelat nedfällningsbart plåttak.
C70 uppvisades inför media i utmärkande saffransorange metalliclack. I långfilmen Helgonet från 1997 (med Val Kilmer i huvudrollen som Simon Templar) användes en C70 med korallröd metalliclack. Som med övriga Volvomodeller, har även färgerna på C70 ändrats genom åren. I början av produktionen tillverkades en serie av special edition-modeller med särdrag som en unik premiumskinnklädsel i två toner. Övriga tillval var stereon SC-901 Dolby Surround med en integrerad CD-växlare för tre skivor och 14 högtalare på tillsammans 400 W. 
På grund av den begränsade tillgången och marknadens begränsade behov av coupéer i den höga prisklassen, gick försäljningen trögt.
Volvoentusiaster har frambringat en kult kring sportiga C70 liknande den kring dess sportiga föregångare P1800, på grund av den nyskapande designen och ändamålsriktig prestanda. C70 var mycket tung för sin storlek, vilket beror på åtskilliga säkerhetsdetaljer. Med kraft från sin turboladdade motor presterar bilen bäst vid höga hastigheter.
Produktionen av coupé-versionen slutade 2002 på grund av vikande efterfrågan, samt att övriga besläktade Volvo-modeller redan var nedlagda och tillgången till delar därför blev begränsad. Olika special edition-modeller och trimmingstillval erbjöds som minnesutgåvor av första generationens C70. Produktionen av cabriolet-versionen fortsatte och 2004 såldes lika många av den som sammanlagt under 1997-2003.
Samarbetet mellan Volvo och Tom Walkinshaw Racing knakade och som ett resultat av det medverkade inte TWR i utvecklingen av den andra generationens C70.

## Antal producerade enheter av cab-versionen, per år
- 1999 - 7 449
- 2000 - 7 441
- 2001 - 7 030
- 2002 - 6 148
- 2003 - 7 840
- 2004 - 6 992
- 2005 - 3 246

## Andra generationen 2006
Den nya C70 lanserades mars 2006 och delar plattform med bland annat Volvo S40/V50. Bilen som är formgiven av John Kinsey och byggdes av Pininfarina Sverige AB i Uddevalla var försedd med världens första tredelade nedfällningsbara plåttak. Taket kan höjas och sänkas på mindre än 30 sekunder.

### Facelift till modellår 2010
Till modellår 2010 fick C70 en ansiktslyftning som bland annat innefattade en ny front som i stora drag liknar den hos konceptbilen för kommande S60 som visades i början av 2009. Bilens akter fick också delvis ny design med nya lyktor och ny stötfångare. Interiören fick även den en del ändringar genom en ny instrumentpanel.
På motorsidan skedde inga större ändringar, men motoralternativen 2.0D och T5 blev marginellt snålare om än ytterst marginellt. 

## Källor

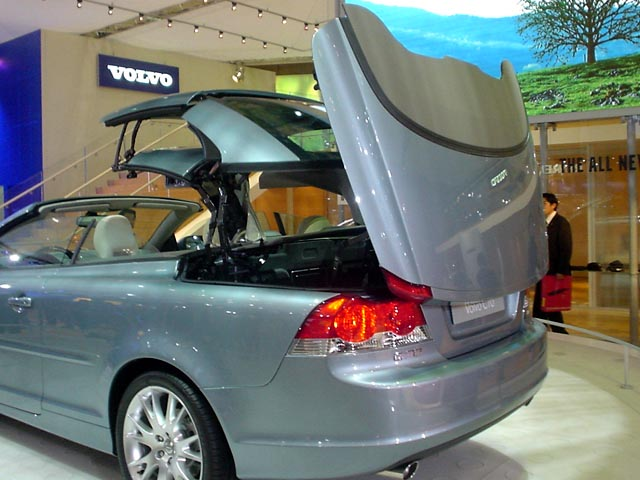

### Nedläggningen av C70
Den sista C70 som tillverkades rullades av bandet från fabriken i Uddevalla den 25 juni 2013 efter låga försäljningssiffror och Volvo då valde att lägga ner modellen. Den sista bilen var en mörkblå C70 Summum med en D4 dieselmotor, denna bil gick aldrig till försäljning utan skickades direkt till Volvos Museum i Göteborg. Totalt tillverkades ca 89 000 Volvo C70 generation 2.

### Modeller och motorprogram
Bensin
| Modellnamn       | Effekt (hk) | Vridmoment (Nm@rpm) | Volym (cm³) | Motormodell | Kommentar                                       |
| ---------------- | ----------- | ------------------- | ----------- | ----------- | ----------------------------------------------- |
| T5 (2007- )      | 230         | 320@1500-5000       | 2521        | B5254T7     | Rak femcylindrig bensinmotor med lättrycksturbo |
|                  |             |                     |             |             |                                                 |
| 2.4 (2006-2010)  | 140         | 220@4000            | 2435        | B5244S2     | Rak femcylindrig bensinmotor                    |
| 2.4i (2006-2010) | 170         | 230@4400            | 2435        | B5244S4     | Rak femcylindrig bensinmotor                    |
| T5 (2006-2007)   | 220         | 320@1500-4800       | 2521        | B5254T      | Rak femcylindrig bensinmotor med lättrycksturbo |

Diesel
| Modellnamn               | Effekt (hk) | Vridmoment (Nm@rpm) | Volym (cm³) | Motormodell | Kommentar                                         |
| ------------------------ | ----------- | ------------------- | ----------- | ----------- | ------------------------------------------------- |
| D3 (2010- )              | 150         | 350/1500-2750       | 1984        | D5204T5     | Femcylindrig turboladdad dieselmotor (Euro 5)     |
| D4 (2010- )              | 177         | 400/1750-2750       | 1984        | D5204T      | Femcylindrig turboladdad dieselmotor (Euro 5)     |
|                          |             |                     |             |             |                                                   |
| 2.0D (200x-2010)         | 136         | 320@2000            | 1997        | D4204T      | Rak fyrcylindrig dieselmotor med turbo (Euro 3/4) |
| D5 (automat) (200x-2010) | 180         | 350@1750-3250       | 2400        | D5244T8     | Rak femcylindrig dieselmotor med turbo (Euro 4)   |
| D5 (manuell) (200x-2010) | 180         | 400@2000-2750       | 2400        | D5244T13    | Rak femcylindrig dieselmotor med turbo (Euro 4)   |

## Tillverkad
| År    | Volvo C70 |
| ----- | --------- |
| 2013  |           |
| 2012  |           |
| 2011  | 9 640     |
| 2010  |           |
| 2009  | 9 124     |
| 2008  | 12 800    |
| 2007  | 20 306    |
| 2006  |           |
| Summa |           |